# Абкайк – Янбу (газопровід)
Абкайк – Янбу (газопровід) – трубопровід в Саудівській Аравії, який певний час забезпечував поставки природного газу у західному напрямку.
В 1981 році став до ладу нафтопровід Абкайк – Янбу, що сполучив найбільший у світі комплекс підготовки нафти в Абкайку із червономорським портом Янбу. В 1987-му на тлі Ірано-іракської війни, що загрожувала судноплавству у Перській затоці, на трасі Абкайк – Янбу проклали другу нитку. Втім, вже невдовзі бойові дії припинились, що створило передумови для недозавантаженості системи. Як наслідок, в 2005-му оголосили тендер на конверсію однієї з ниток у газопровід. При цьому джерелом ресурсу могла бути перша черга другої нитки газопроводу Шедгам – Ер-Ріяд, яка пройшла від газопереробного заводу Шедгам до насосної станції №1 (PS-1) на трасі нафтопроводу Абкайк – Янбу (за кілька десятків кілометрів на захід від Абкайку). 
За одними даними, під газопровід віддали другу нитку системи Абкайк – Янбу (відома як AY-1L, Abqaiq Yanbu-1 Looping) діаметром 1400 мм, втім, за іншими даними, станом на кінець 2000-х перекачування блакитного палива здійснювала перша нитка AY-1 діаметром 1200 мм.
В середині 2010-х другу нитку газопроводу Шедгам – Ер-Ріяд подовжили від PS-1 до столичного регіону, тоді ж взялись і за підсилення другою ниткою газопроводу Схід – Захід, що прямує від столичного регіону до Янбу. Унаслідок реалізації цих проектів газопроводу Абкайк – Янбу повернули його первісне призначення.